# Adam Mytych
Adam Henryk Mytych (ur. 15 lipca 1955 w Dusznikach-Zdroju) – polski polityk, ekonomista i samorządowiec, ostatni wicewojewoda leszczyński.

## Życiorys
Ukończył technikum budowlane, a następnie studia z ekonomiki oraz organizacji budownictwa i inwestycji na Akademii Ekonomicznej w Poznaniu. Pracował w  Wojewódzkim Zarządzie Inwestycji Rolniczych w Lesznie, od 1991 prowadził własną działalność gospodarczą. W latach 90. zasiadał w leszczyńskiej radzie miasta. W rządzie Jerzego Buzka pełnił funkcję wicewojewody leszczyńskiego, ostatniego przed reformą wprowadzającą nowy podział administracyjny Polski. Potem pracował jako kierownik Delegatury Wielkopolskiego Urzędu Wojewódzkiego w Lesznie, dyrektor generalny prywatnego przedsiębiorstwa i zastępca wojewódzkiego inspektora inspekcji handlowej w Poznaniu.
Należał do Unii Wolności, m.in. z jej list w 2001 bez powodzenia kandydował w wyborach do Sejmu w okręgu kaliskim. Kierował miejskimi strukturami UW, następnie po jej przekształceniu był przewodniczącym leszczyńskiej Partii Demokratycznej. W 2006 wraz z większością lokalnych działaczy PD (m.in. byłym prezydentem miasta Edwardem Szczuckim) przeszedł do Platformy Obywatelskiej. W tym samym roku oraz w 2010 bez powodzenia z ramienia PO ubiegał się o mandat radnego. Powrócił do rady miejskiej w 2014 z ramienia lokalnego komitetu wyborczego Łukasza Borowiaka. W 2015 został powołany na stanowisko zastępcy prezydenta miasta, składając w konsekwencji mandat radnego (który uzyskał także w wyborach w 2018). Funkcję wiceprezydenta Leszna sprawował do 2024. W tym samym roku bez powodzenia kandydował do Sejmiku Województwa Wielkopolskiego.